# Cathy kom hem
Cathy kom hem (originaltitel: Cathy Come Home) är en brittisk TV-pjäs från 1966, skapad av Jeremy Sandford, producerad av Tony Garnett och regisserad av Ken Loach. Pjäsen är en socialrealistisk dramadokumentär, som handlar om det samtida problemet med hemlöshet inom Storbritannien. Pjäsen sändes för första gången den 16 november 1966 på BBC. Den är del av BBC:s serie TV-pjäser under titeln The Wednesday Play.
Cathy kom hem sågs av en fjärdedel av Englands befolkning, fick stort genomslag och startade en utbredd debatt i Storbritannien om hemlösheten i samhället.